# Umělá inteligence ve zdravotnictví

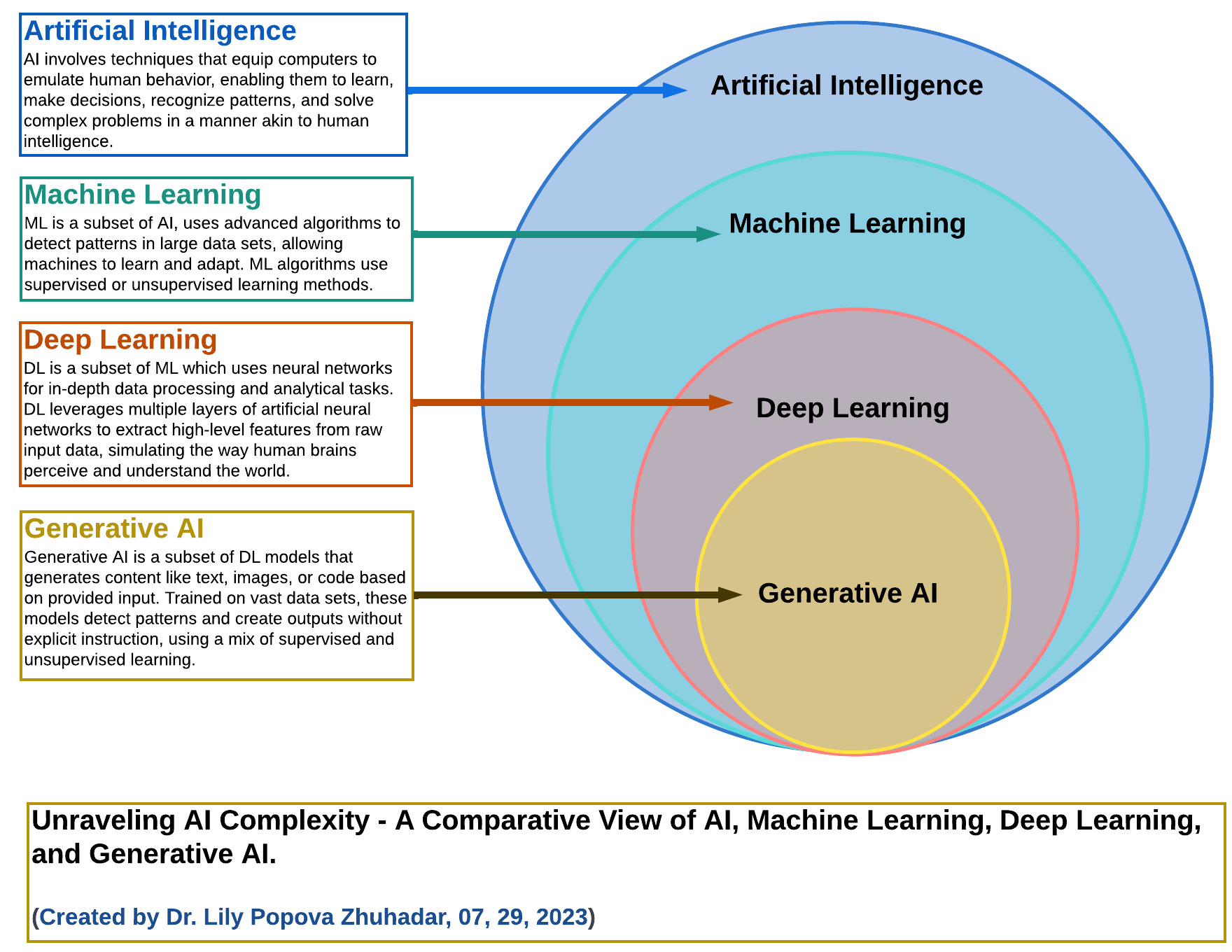
Diagram komplexnosti umělé inteligence poskytuje pohled na umělou inteligenci, strojové učení, hluboké učení a generativní umělou inteligenci. Obsahuje odlišné rysy i jejich překrytí.

Umělá inteligence ve zdravotnictví je využití umělé inteligence (AI) k analýze a pochopení složitých lékařských a zdravotnických dat. V některých případech může překonat nebo rozšířit lidské schopnosti tím, že poskytuje lepší či rychlejší způsoby diagnostiky, léčby nebo prevence onemocnění.
Vzhledem k tomu, že používání umělé inteligence ve zdravotnictví je relativně nové[zdroj⁠?!], pokračuje výzkum jejího použití v různých podoborech medicíny a příbuzných odvětvích. Programy umělé inteligence se aplikují[kým?] například při diagnostice, rozvoji léčebných protokolů, vývoji léků, personalizované medicíně nebo monitorování pacientů. Rentgenové snímky jsou nejběžnějšími zobrazovacími metodami prováděnými na radiologických oddělení[zdroj⁠?!], proto je potenciální pomoc AI s interpretací snímků zvláště pozoruhodná.[ujasnit][zdroj⁠?!]
Používání umělé inteligence také představuje etické obavy související se soukromím dat, automatizací úloh a umocňováním již existujících předsudků. Vedoucí představitelé[kdo?] ve zdravotnictví mimoto často brání novým technologiím, což vede k pomalému a nepředvídatelnému přijetí umělé inteligence.[zdroj⁠?!] Naproti tomu existuje také několik případů, kdy byla AI použita ve zdravotnictví bez řádného testování.[zdroj⁠?!] Metastudie[které?] navíc zjistily, že odborná literatura[které?] o této problematice často trpí nedostatečnou reprodukovatelností.

## Historie

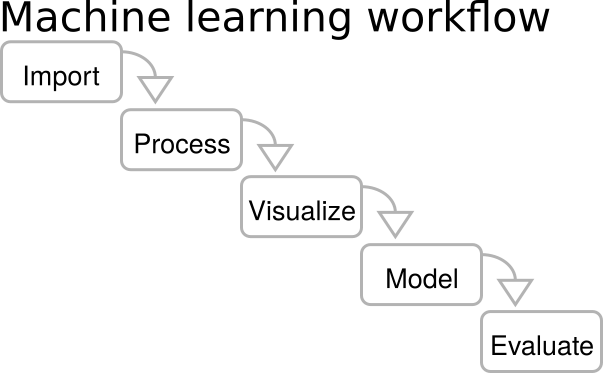
Diagram postupu strojového učení ukazuje import dat, proces, zpracování, vizualizaci, modelování a hodnocení modelu.

Díky rychlému technologickému rozvoji koncem 20. století a v 21. století se zdravotní péče a mnoho druhů lékařských vyšetření změnilo.[zdroj⁠?!] Vývoj zvýšil význam lékařské informatiky a postupně i umělé inteligence jako oboru, který umožňuje vytvářet například prediktivní systémy za využití metod strojového učení. Pokročilé technologie[které?], které byly zavedeny do diagnostiky a terapie, umožnily generování velkého objemu dat. Přímé propojení přístrojů s počítači se tak stalo nutností.[ujasnit][zdroj⁠?!]
Dnes[kdy?] již někteří výrobci[kdo?] dodávají přístroje se softwarem, který má metody AI integrované.[zdroj⁠?!] Řada systémů umožňuje[jaké?] lékaři vstoupit do interakce se systémem během tvorby řešení a následně ho podle svých znalostí korigovat. V případech vysoké interpersonální rozmanitosti dat je tento postup velmi výhodný.

## Využití v různých oblastech zdravotnictví

### Diagnostika
Stálou výzvou ve zdravotnictví je přesná a včasná diagnostika.[zdroj⁠?!] Rozpoznání zdravotního stavu a symptomů je složitý proces..[zdroj⁠?!]  Umělá inteligence může lékařům pomoci svými schopnostmi se zpracováním dat, a tím ušetřit čas a zlepšit přesnost. Díky strojovému učení může být schopna pomoci lékařům při diagnostice pacientů prostřednictvím analýzy hromadných elektronických zdravotních záznamů.[zdroj⁠?!]  AI může včas předpovědět například Alzheimerovu chorobu a demenci tím, že prozkoumá velké množství podobných případů a možné léčby.[zdroj⁠?!]
Rozhodování lékařů by umělá inteligence mohla podpořit i v naléhavých situacích, například na pohotovosti, kdy algoritmy mohou pomoci upřednostňovat závažnější případy a zkrátit čekací dobu.[zdroj⁠?!]  Systémy pro podporu rozhodování rozšířené o AI mohou nabízet návrhy v reálném čase a rychlejší interpretaci dat, aby napomohly rozhodování zdravotníků.[zdroj⁠?!]
Nedávný[kdy?] vývoj ve statistické fyzice, strojovém učení a inferenčních algoritmech se také zkoumá z hlediska jejich potenciálu při zlepšování lékařských diagnostických přístupů.[jakých?][zdroj⁠?!]

### Radiologie

Logo společnosti DeepMind

Metody umělé inteligence[jaké?] v medicíně se aplikují hlavně u zobrazovacích metod. V radiologii se využívají algoritmy, které jsou schopny analyzovat velké množství lékařských snímků s pozoruhodnou přesností v krátkém čase.[zdroj⁠?!]
Nejčastěji v této oblasti najdeme algoritmy hlubokého učení.[zdroj⁠?!] Zejména se jedná o konvoluční neuronové sítě používané pro analýzu rentgenových snímků, CT a MRI.[zdroj⁠?!]  AI může být užitečná zejména v prostředích, kde poptávka po lidských odborných znalostech převyšuje nabídku nebo kde jsou údaje příliš složité na to, aby je mohli lidé efektivně interpretovat.
Společnost[jaká?] patřící pod Google, DeepMind, vytvořila systém DeepMind AI, který s vysokou přesností dokázal ze snímků sítnice odhalit oční choroby, jako jsou diabetická retinopatie a makulární degenerace.

### Onkologie
Umělá inteligence nachází v onkologii uplatnění v takové míře, že se její dosah nedá odhadnout. Aplikuje se při diagnostice rakoviny, stratifikaci rizik, molekulární charakterizaci nádorů a objevování léků na rakovinu. Zvláštní výzvou v onkologické péči je schopnost přesně předpovědět, které léčebné protokoly budou pro každého pacienta nejvhodnější na základě jeho individuálních genetických, molekulárních a nádorových charakteristik.
Pacientům s onkologickým onemocněním se jejich život radikálně změní, stejně jako jejich okolí.[ujasnit] Jedním ze způsobů, jak se se změnou vypořádat, je dostatečná informovanost o nemoci i o zvolené léčbě.[zdroj⁠?!] Povědomí vede k vyšší motivaci, lepší adherenci k léčbě a zvyšuje spokojenost pacienta i jeho rodiny.[zdroj⁠?!] Z důvodu nedostatku času pro komunikaci s pacienty v rámci stávající klinické praxe není možné naplnění optimální informovanosti.[kým?][zdroj⁠?!]
Tento problém řeší AIcope.[zdroj⁠?!] Ten extrahuje údaje z elektronických lékařských záznamů[jakých?] o pacientkách s diagnózou karcinom prsu a sjednocuje je s informacemi z veřejných datových zdrojů o nemocech a lécích. Poté se spočítají podobnosti mezi pacientkami a vytvoří se personalizované modely pro predikci průběhu, komplikací onemocnění a léčby nově diagnostikovaných pacientek.[zdroj⁠?!]
Pro podaní těchto informací citlivou a intuitivní formou se rozvíjí[kdy?] webová rozhraní pro dotazování a průzkum znalostí a predikcí, která jsou vyvíjena společně s lékaři, pacienty a klinickými psychology. Pomocí umělé inteligence[které?] zlepší informovanost pacientů o jejich onemocnění. Mohou[kdo?] také zjednodušit výběr terapeutického postupu na podkladě biologického profilu jejich nádoru, klinického stavu a jejich preferencí, s plnou podporou ošetřujícího lékaře.[zdroj⁠?!] Vyvíjený systém[jaký?] je modulární a univerzální.[ujasnit] I přesto, že se zatím pracuje s daty pacientek s diagnózou karcinomu prsu, lze jej upravit pro jiná onemocnění či nahradit některé jeho části.
Centrum umělé inteligence[kdo?] v onkologii se ve spolupráci s Masarykovou univerzitou a Fakultní nemocnicí Brno zabývá analýzou obrazů nádorů mozku, jejichž diagnóza je založená na zobrazení magnetickou rezonancí (MRI). Cílem je vyvinout automatizované metodické postupy, které umožní segmentaci i klasifikaci jednotlivých druhů mozkových nádorů.[zdroj⁠?!]  Za pomoci metod hlubokého učení jsou vyvíjeny[kým?] algoritmy automatizované segmentace v obrazech MRI a klasifikace jednotlivých druhů tumorů. Všechny obrazy jsou ručně tříděny kvůli trénování algoritmů hlubokého učení, a také pro vyhodnocování jejich přesností.

### Chirurgie
Vývoj počítačové techniky a umělé inteligence výrazně usměrnil pokroky výsledků klinické medicíny.[zdroj⁠?!] Objev[jaký?] týkající se umělých neuronových sítí (UNS) lze považovat za revoluční. V chirurgii se nejvíce uplatňuje robotika.[zdroj⁠?!] Většinou[kdy?] zatím nejde o přístroje vybavené plnou autonomií, ale jsou řízené člověkem. Spojení AI s lidským faktorem může být optimálním řešením. Lze očekávat, že se v blízké budoucnosti[kdy?] umělé neuronové sítě začnou využívat zejména v předoperační a pooperační době.[kým?]

### Dermatologie
Běžně používaným nástrojem[kým?] v dermatologii je lékařské zobrazování (jako je rentgen a fotografie).[zdroj⁠?!] Vývoj hlubokého učení byl silně spojen[kdy?] se zpracováním obrazu.[zdroj⁠?!] Postupy[jaké?], které vycházejí právě z hluboké učení, byly použity k porovnávání obrazů kožních lézí ve statisících klinických případů ověřených skupinou dermatologických expertů.[kým?][zdroj⁠?!] Strojové učení má velký potenciál pro zpracování snímků pro lepší diagnostiku.

### Digitalizace a telemedicína
Schopnost nabídnout jedinci přístup k digitálnímu světu je určitou mírou vyspělosti.[ujasnit][zdroj⁠?!] Aby tento přístup mohl fungovat, je potřeba nechat proudit systémem velké množství dat, což vyžaduje určitou míru integrace jednotlivých systémů a jejich schopnost komunikovat.[zdroj⁠?!] Naše zdravotnictví v těchto ohledech značně zaostává.
Zavádění nových přístupů ke zdravotnictví urychlila pandemie covidu-19, kdy se začala hojně využívat hlavně telemedicína.[zdroj⁠?!] Ta zajišťuje poskytování lékařských služeb a dostupnost zdravotní péče na dálku. Telemedicína sebou nese ale i řadu bariér na straně pacientů i poskytovatelů zdravotních služeb. Mezi hlavní problémy patří nedostatek informací o možnostech a způsobech využívání telemedicíny a nedostatečná počítačová gramotnost. Rozšíření telemedicíny tedy vyžaduje hodně změn[jakých?], a to například v technologické infrastruktuře a organizaci péče a práce.[zdroj⁠?!] Podmínkou funkčnosti telemedicíny je koordinovaná spolupráce mezi různými institucemi a vzdělávání zdravotních pracovníků i pacientů.

### Objevování léčiv
Nastupující oblastí, kde lze využít generativních AI metod, je chemie, konkrétně generativní chemie. Pomocí umělé inteligence se navrhují nové molekuly a chemické struktury, čímž se dá urychlit proces objevování nových léčiv.[zdroj⁠?!] Firma Insilico Medicine za využití generativních algoritmů objevila spoustu možných léčiv proti plicní fibróze a několika typům nádorů.

## Příležitosti a hrozby využití AI ve zdravotnictví
Umělá inteligence umožňuje zpracování velkého množství dat a jejich analýzu. Má velký potenciál v různých fázích péče, populačních a epidemiologických studií a dalších souvisejících oblastí.[zdroj⁠?!] Často se využívá pro zpracování vícerozměrných a multimodálních dat. Metody AI poskytují rychlejší a efektivnější vyhledávání ve velkých zdrojích.
Jádrem rozhodovacích procesů[které?] jsou vždy data, informace a znalosti. Konečné doporučení či rozhodnutí systémů přímo závisí na množství dat a informací, ale i na jejich kvalitě.[zdroj⁠?!] Data je proto potřeba důkladně ověřovat.[kým?] Informace by měly být úplné, konzistentní, platné, přesné, čitelné, přístupné, důvěryhodné a užitečné. Získávání těchto údajů může mnohdy negativně ovlivnit soukromí pacientů. Nedostatek informací překáží vývoji a implementaci umělé inteligence.[zdroj⁠?!] V konečném důsledku je současný potenciál umělé inteligence ve zdravotnictví brzděný obavami ze špatného nakládání se shromážděnými údaji.[zdroj⁠?!] Výměna dat, informací a znalostí je žádoucí, klade však důraz na spolehlivou komunikaci odesílatele a příjemce.
Vzhledem k tomu, že umělá inteligence rozhoduje pouze na základě dat, která obdrží jako vstup, je důležité, aby tato data představovala přesné demografické údaje o pacientech. Pacienti nemají plné znalosti o tom, jak se prediktivní algoritmy vytvářejí nebo kalibrují.[zdroj⁠?!] Proto mohou zdravotnické instituce[jaké?] nespravedlivě kódovat své algoritmy tak, aby diskriminovaly menšiny a upřednostňovaly zisky před poskytováním optimální péče. Dále by mohlo dojít k nesprávné interpretaci výsledků nebo nesprávně provedenému ověření[kým?] navržených řešení.[zdroj⁠?!]
Pro lékaře může být přínosná automatizace. Umělá inteligence může odvrátit vyhoření zdravotnických pracovníků[které?] a kognitivní přetížení.[zdroj⁠?!] Lékaři, kteří ji využívají, budou poskytovat kvalitnější zdravotní péči než lékaři a zdravotnická zařízení, která tak nečiní.[zdroj⁠?!]
Umělá inteligence[která?] výrazně usnadňuje zpracování velkého objemu dat a plnění rutinních úloh, finální rozhodnutí musí ale vždy činit lékař.